# Богородский сельсовет (Пензенская область)
Богородский сельсовет — муниципальное образование со статусом сельского поселения в Мокшанском районе Пензенской области Российской Федерации.
Административный центр — село Богородское.

## История
Статус и границы сельского поселения установлены Законом Пензенской области от 2 ноября 2004 года № 690-ЗПО «О границах муниципальных образований Пензенской области».

## Население
| 2002  | 2010  | 2012  | 2013  | 2014  | 2015  | 2016  |
| ----- | ----- | ----- | ----- | ----- | ----- | ----- |
| 1493  | ↘1471 | ↘1465 | ↗1477 | ↘1476 | ↘1472 | ↘1448 |
| 2017  | 2018  | 2021  |       |       |       |       |
| ↘1447 | ↘1424 | ↘1357 |       |       |       |       |

## Состав сельского поселения
| № | Населённый пункт | Тип населённого пункта       | Население |
| - | ---------------- | ---------------------------- | --------- |
| 1 | Богородское      | село, административный центр | ↗848      |
| 2 | Плодовый         | посёлок                      | 21        |
| 3 | Симбухово        | село                         | ↘602      |